# Bournemouth University
Die Bournemouth University ist eine 1992 gegründete staatliche  Universität in Bournemouth, Dorset, England. Der Hauptcampus befindet sich im benachbarten Poole.

## Geschichte
Die Universität in Bournemouth wurde im frühen 20. Jahrhundert als Bournemouth Municipal College gegründet. In den 1970er Jahren wurde das College zum Bournemouth College of Technology, später zum Dorset Institute of Higher Education (DIHE). 1992 wurde dieses mit weiteren Einrichtungen zur Bournemouth University zusammengefasst.

## Kanzler der Universität
- Caroline Cox, Baroness Cox (* 1937), britische Politikerin, Kanzlerin 1992 bis 2001
- John Taylor, Baron Taylor of Warwick (* 1952), britischer Politiker, Kanzler 2001 bis 2006[5]
- Lady Dione Digby (* 1934)[5]
- Nicholas Phillips, Baron Phillips of Worth Matravers (* 1938), Kanzler 2009 bis 2018[6]
- Kate Adie, Kanzlerin seit 2019

## Gliederung
Die Universität gliedert sich in 4 Fakultäten:
- Health & Social Sciences (Gesundheits- und Sozialwissenschaften)
- Business School (Wirtschaftsschule)
- Media & Communication (Medien und Kommunikation)
- Science & Technology (Wissenschaft und Technologie)

## Zahlen zu den Studierenden

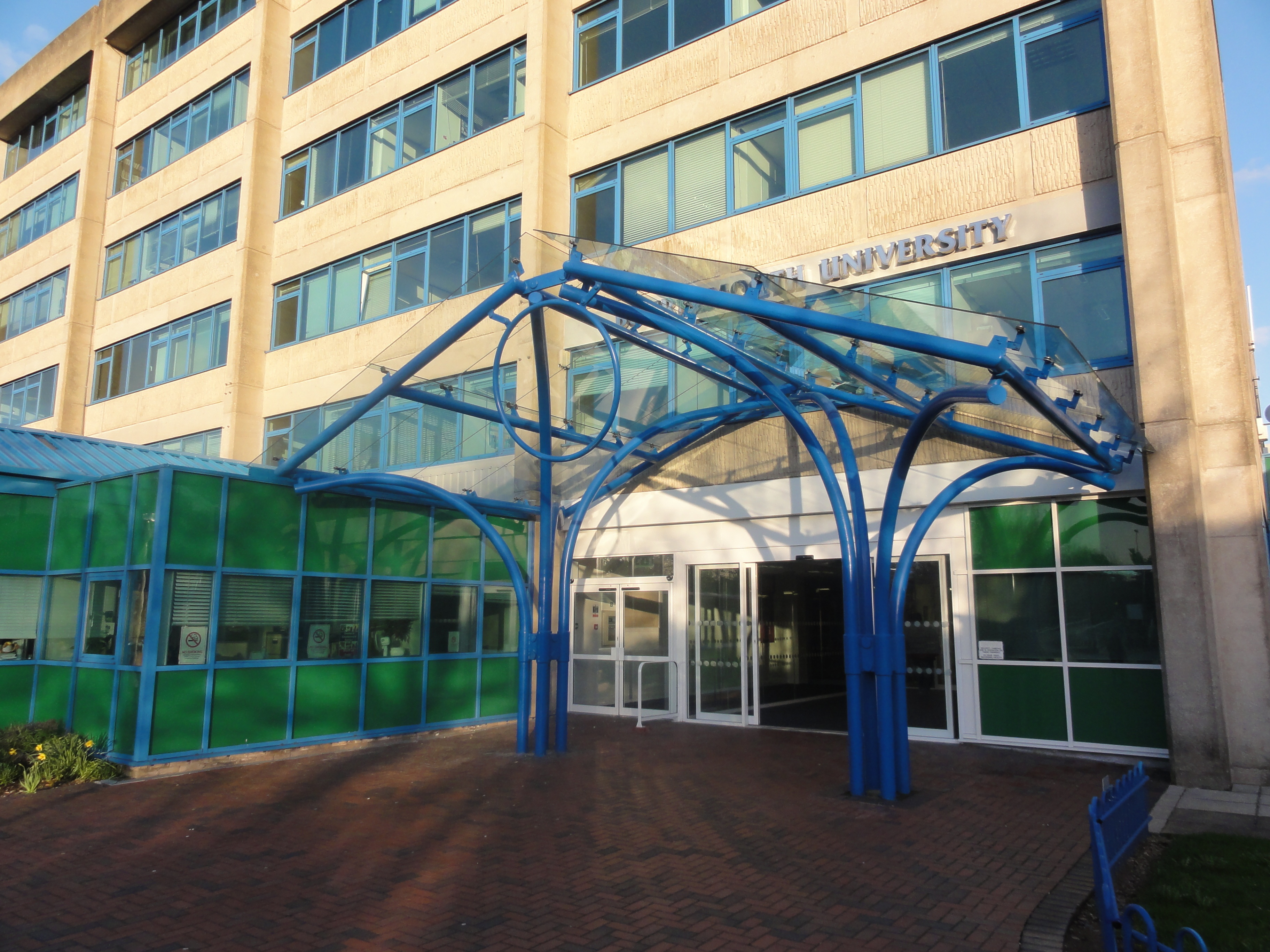
Haupteingang am Talbot-Campus

Von den 17.390 Studenten des Studienjahrens 2019/2020 nannten sich 9.265 weiblich und 8.090 männlich. 14.440 der Studierenden waren aus England, 40 aus Schottland, 165 aus Wales und 730 aus der EU. 13.895 der Studierenden strebten ihren ersten Studienabschluss an, sie waren also undergraduates. 3.495 arbeiteten auf einen weiteren Abschluss hin, sie waren postgraduates.

## Ehemalige der Universität
- Angela Browning, Baroness Browning (* 1946), britische Politikerin
- Paul Kavanagh, Filmtechniker für Spezialeffekte[8]